# Masteria colombiensis
Espèce
Masteria colombiensis est une espèce d'araignées mygalomorphes de la famille des Dipluridae.

## Distribution
Cette espèce est endémique du département de Magdalena en Colombie,. Elle se rencontre entre 1 311 et 2 012 m d'altitude sur la Sierra Nevada de Santa Marta.

## Description
La carapace du mâle mesure 1,80 mm sur 1,40 mm et celle de la femelle 2,76 mm sur 2,06 mm.

## Étymologie
Son nom d'espèce, composé de colombi[a] et du suffixe latin -ensis, « qui vit dans, qui habite », lui a été donné en référence au lieu de sa découverte.

## Publication originale
- Raven, 1981 : Three new mygalomorph spiders (Dipluridae, Masteriinae) from Colombia. Bulletin of the American Museum of Natural History, vol. 170, p. 57-63 (texte intégral).